# 阿戈斯報
犁溝報（意指“犁溝”；也被音譯為阿戈斯報）是一份在土耳其推出的亞美尼亞周報，1996年4月5日開始發行。它在伊斯坦布爾出版，有亞美尼亞語和土耳其語版本。赫蘭特·丁克一直是該報的總編輯。2007年1月19日，赫蘭特·丁克在位於伊斯坦布爾的報社辦公室外被刺殺。

## 外部連結
- （亞美尼亞文）（土耳其文）（英文）犁溝報官方網頁 （页面存档备份，存于）